# Guitar Hero: On Tour
Guitar Hero On Tour é um jogo musical que faz parte da série Guitar Hero. Ele foi o 5º jogo lançado da série, tendo sido lançado apenas para o console portátil Nintendo DS.
O jogo foi muito elogiado pela crítica por conter uma trilha sonora "extensa" para um portátil, e devido ao controle periférico que se encaixa ao aparelho, que contém apenas quatro notas (uma a menos do que no controle padrão).

## Lista de músicas

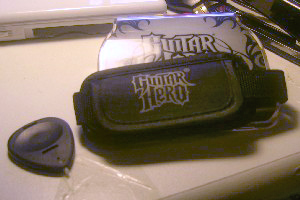
O Guitar Grip e Pick Stylus (palheta).

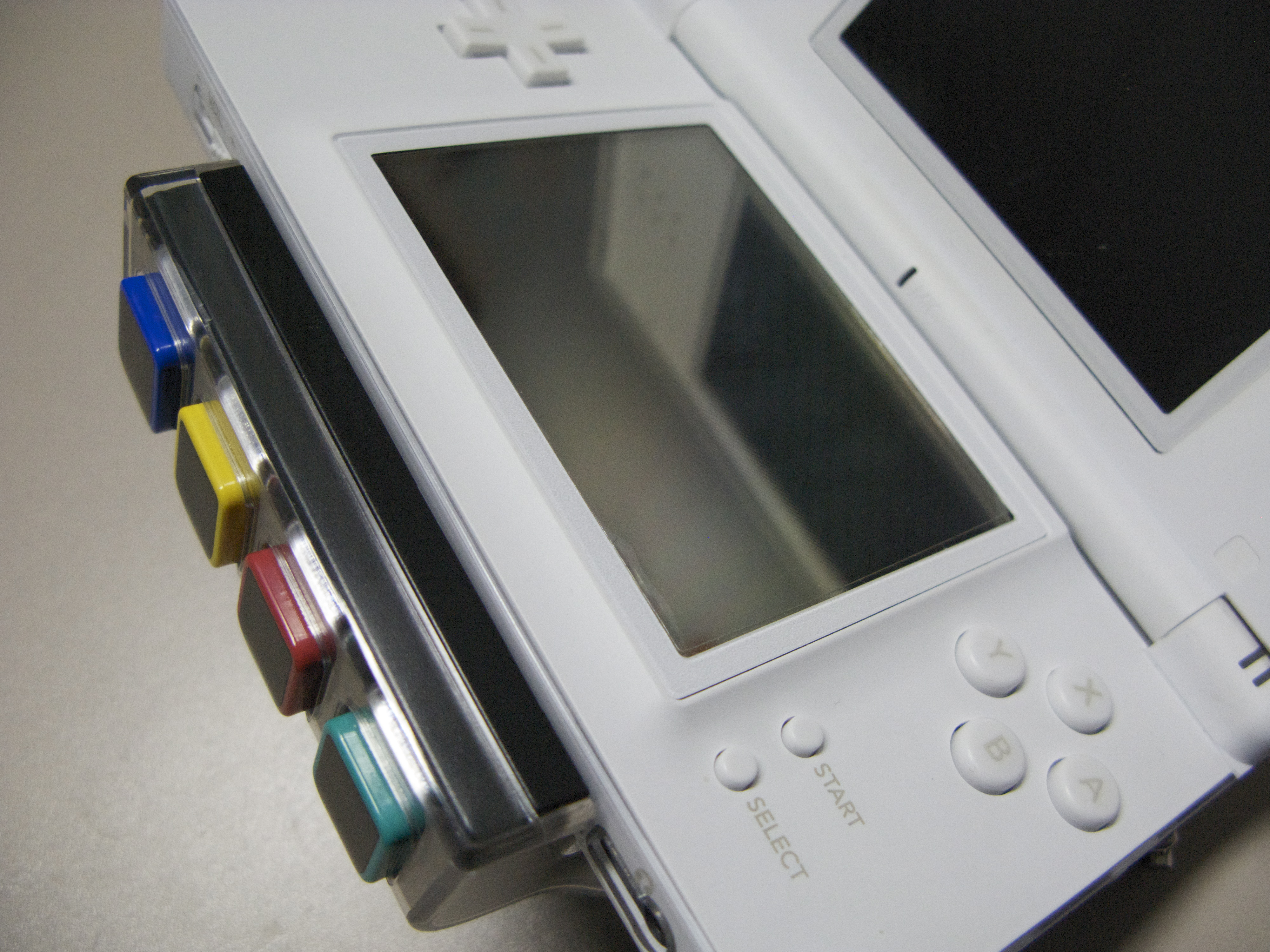
Guitar Grip acoplado no Nintendo DS.

| Ano  | Título                       | Artista                        | Master recording? | Grupo (EUA)             | Grupo (Europa)          |
| ---- | ---------------------------- | ------------------------------ | ----------------- | ----------------------- | ----------------------- |
| 1999 | "All Star"                   | Smash Mouth                    | Sim               | 2. Rooftop              | 2. Rooftop              |
| 1999 | "All the Small Things"       | Blink-182                      | Sim               | 1. Subway               | 1. Subway               |
| 2006 | "Anna Molly"                 | Incubus                        | Sim               | 5. Battleship           | 5. Battleship           |
| 2003 | "Are You Gonna Be My Girl"   | Jet                            | Sim               | 1. Subway               | 1. Subway               |
| 1995 | "Avalancha"                  | Héroes del Silencio            | Sim               | N/A                     | 4. Greek Arena          |
| 1970 | "Black Magic Woman"          | Santana                        | Não               | 4. Greek Arena          | 3. Parade (encore)      |
| 1991 | "Breed"                      | Nirvana                        | Sim               | 6. Relentless Riffs     |                         |
| 2006 | "Ça Me Vexe"                 | Mademoiselle K                 | Não               | N/A                     | 3. Parade               |
| 1973 | "China Grove"                | The Doobie Brothers            | Sim               | 3. Parade               | N/A                     |
| 2005 | "Do What You Want"           | OK Go                          | Sim               | 1. Subway               | 1. Subway               |
| 2004 | "Heaven"                     | Los Lonely Boys                | Sim               | 3. Parade               | N/A                     |
| 2004 | "Helicopter"                 | Bloc Party                     | Sim               | 3. Parade               | 3. Parade               |
| 1979 | "Hit Me with Your Best Shot" | Pat Benatar                    | Sim               | 2. Rooftop              | 2. Rooftop              |
| 2007 | "I Don't Wanna Stop"         | Ozzy Osbourne                  | Sim               | 5. Battleship           | 5. Battleship           |
| 2004 | "I Am Not Your Game Boy"     | Freezepop                      | Sim               | Bonus song              | Bonus song              |
| 1977 | "I Know a Little"            | Lynyrd Skynyrd                 | Não               | 5. Battleship (encore)  | 5. Battleship (encore)  |
| 1981 | "Jessie's Girl"              | Rick Springfield               | Sim               | 2. Rooftop              | N/A                     |
| 1977 | "Jet Airliner"               | Steve Miller Band              | Não               | 4. Greek Arena          | N/A                     |
| 1989 | "Knock Me Down"              | Red Hot Chili Peppers          | Sim               | 5. Battleship           | 5. Battleship           |
| 1973 | "La Grange"                  | ZZ Top                         | Não               | 4. Greek Arena          | 4. Greek Arena          |
| 2004 | "Monster"                    | Beatsteaks                     | Não               | N/A                     | 2. Rooftop              |
| 2007 | "Monsoon"                    | Tokio Hotel                    | Não               | N/A                     | 3. Parade               |
| 1983 | "Pride and Joy"              | Stevie Ray Vaughan             | Sim               | 5. Battleship           | 5. Battleship           |
| 1975 | "Rock and Roll All Nite"     | Kiss                           | Não               | 3. Parade               | 3. Parade               |
| 1985 | "Rock the Night"             | Europe                         | Não               | N/A                     | 4. Greek Arena          |
| 1995 | "Spiderwebs"                 | No Doubt                       | Sim               | 1. Subway               | 1. Subway               |
| 1981 | "Stray Cat Strut"            | Stray Cats                     | Sim               | 4. Greek Arena          | 4. Greek Arena          |
| 2004 | "This Love"                  | Maroon 5                       | Sim               | 2. Rooftop (encore)     | 2. Rooftop (encore)     |
| 1984 | "We're Not Gonna Take It"    | Twisted Sister                 | Sim               | 1. Subway (encore)      | 1. Subway (encore)      |
| 2007 | "What I Want"                | Chris Daughtry featuring Slash | Sim               | 3. Parade (encore)      | N/A                     |
| 1989 | "Youth Gone Wild"            | Skid Row                       | Não               | 4. Greek Arena (encore) | 4. Greek Arena (encore) |